# 조란 시모비치
조란 시모비치(세르비아어: Зоран Симовић, 1954년 11월 2일, SR 몬테네그로 모이코바츠 ~)는 유고슬라비아와 몬테네그로의 전직 축구 선수로, 현역 시절 골키퍼로 활약했다.
시모비치는 1983년에 유고슬라비아 올해의 축구 선수로 명명되었다. 그는 튀르키예 올해의 축구 선수로 3년 연속(1985, 1986, 1987) 선정되기도 했다.

## 클럽 경력
SR 몬테네그로 모이코바츠 출신인 시모비치는 1965년에 가족과 함께 SR 세르비아의 크루셰바츠로 이주했다. 그는 1970년대에 나프레다크 크루셰바츠에서 활약해 2차례 유고슬라비아 1부 리그 승격(1975-76, 1977-78)을 이룩했다. 시모비치는 1980년에 하이두크 스플리트로 이적했다. 그는 소속 구단의 1983-84 시즌 유고슬라비아컵 우승에 일조했다.
1984년, 시모비치는 해외로 발을 돌려 튀르키예의 갈라타사라이와 계약했다. 그는 6년 동안 이스탄불 연고 구단에서 4번의 우승을 거두었는데, 1986-87 시즌과 1987-88 시즌에는 2년 연속으로 리그 정상에 등극했다. 시모비치는 갈라타사라이 소속으로 총 192번의 경기에 출전해 1골을 기록했는데, 1989년 4월에 카라만마라슈스포르와의 안방 경기에서 페널티킥을 넣어 6-0 승리에 일조하기도 했다.

## 국가대표팀 경력
시모비치는 1983년 10월에 노르웨이와의 유로 1984 예선전을 치렀고, 이후 총 10번의 국가대표팀 경기에 출전했다. 그는 유로 1984 당시 선수단의 주전 골키퍼를 맡았는데, 그의 마지막으로 출전한 국가대표팀 경기는 개최국 프랑스와의 경기였다.

## 경력 통계
출처:
| 구단                  | 시즌    | 리그 | 리그 |
| 구단                  | 시즌    | 출장 | 골   |
| --------------------- | ------- | ---- | ---- |
| 나프레다크 크루셰바츠 | 1973–74 | 21   | 0    |
| 나프레다크 크루셰바츠 | 1974–75 | 17   | 2    |
| 나프레다크 크루셰바츠 | 1975–76 | 9    | 0    |
| 나프레다크 크루셰바츠 | 1976–77 | 18   | 0    |
| 나프레다크 크루셰바츠 | 1977–78 | 15   | 1    |
| 나프레다크 크루셰바츠 | 1978–79 | 33   | 0    |
| 나프레다크 크루셰바츠 | 1979–80 | 33   | 0    |
| 나프레다크 크루셰바츠 | 합계    | 146  | 3    |

## 수상

### 클럽
나프레다크 크루셰바츠
- 유고슬라비아 2부 리그: 1975–76, 1977–78

하이두크 스플리트
- 유고슬라비아컵: 1983–84

갈라타사라이
- 1. 리그: 1986–87, 1987–88
- 튀르키예 쿠파스: 1984–85
- TFF 쉬페르 쿠파: 1987, 1988

### 개인전
- 유고슬라비아 올해의 축구 선수: 1983
- 튀르키예 올해의 축구 선수: 1985, 1986, 1987